# Stephan Sinding

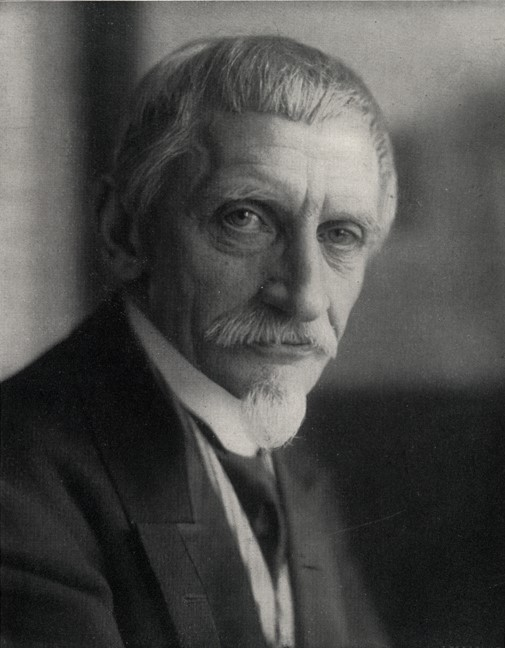
Stephan Sinding, fotografiert von Marta Wolff (1914)

Der Bildhauer bei der Arbeit an seiner Monumentalgruppe "Mutter Erde"

Stephan Abel Sinding (* 4. August 1846 in Trondheim; † 23. Januar 1922 in Paris) war ein dänisch-norwegischer Bildhauer.

## Leben und Wirken
Sinding war der Sohn von Mathias Vilhelm Sinding und dessen Frau Cecilie Marie (geborene Mejdell) sowie der Bruder des Komponisten Christian Sinding. Er studierte ab 1865 in Christiania Philosophie und Rechtswissenschaft, erwarb dort den Doktorgrad, wandte sich dann aber der Bildhauerkunst zu. 1871 ging er nach Berlin, wo er eine Zeit lang Schüler von Albert Wolff war.
Sein eigenartigstes und größtes Werk ist die Kolossalgruppe Mutter Erde (Moder Jord), die im Hof der Kopenhagener Ny Carlsberg Glyptotek aufgestellt ist und an der er das ganze Jahr 1900 arbeitete. Als eigentliches Motiv und erste Bezeichnung für diese Plastik, die in einer der schwersten Zeiten Sindings entstand, schwebte ihm Terra mater, ultimum refugium vor: Die Mutter als letzte Zuflucht des Menschen, der unter der Last des Leides zu erliegen droht.
Zu Sindings bekannten Arbeiten zählen Statuen der norwegischen Dichter Henrik Ibsen und Bjørnstjerne Bjørnson, die vor dem Nationaltheatret in Oslo errichtet wurden.
Stephan Sinding starb am 23. Januar 1922 in Paris und fand auf dem Friedhof Père-Lachaise (Division 82) seine letzte Ruhestätte.

## Galerie

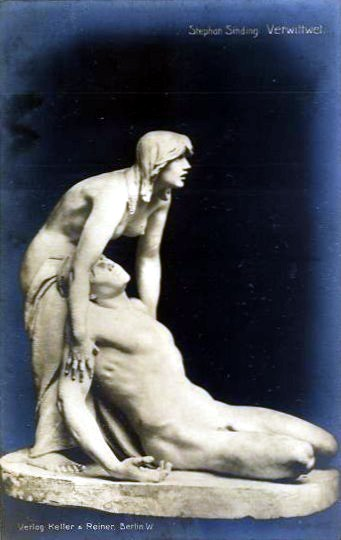
Verwitwet
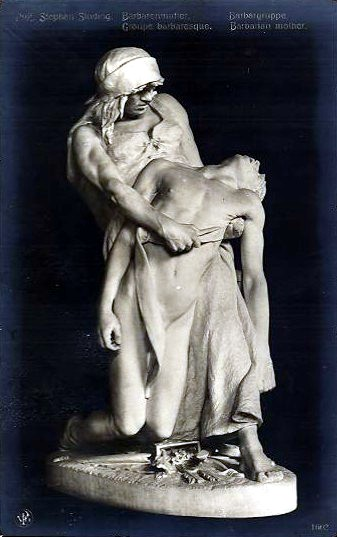
Barbarenmutter
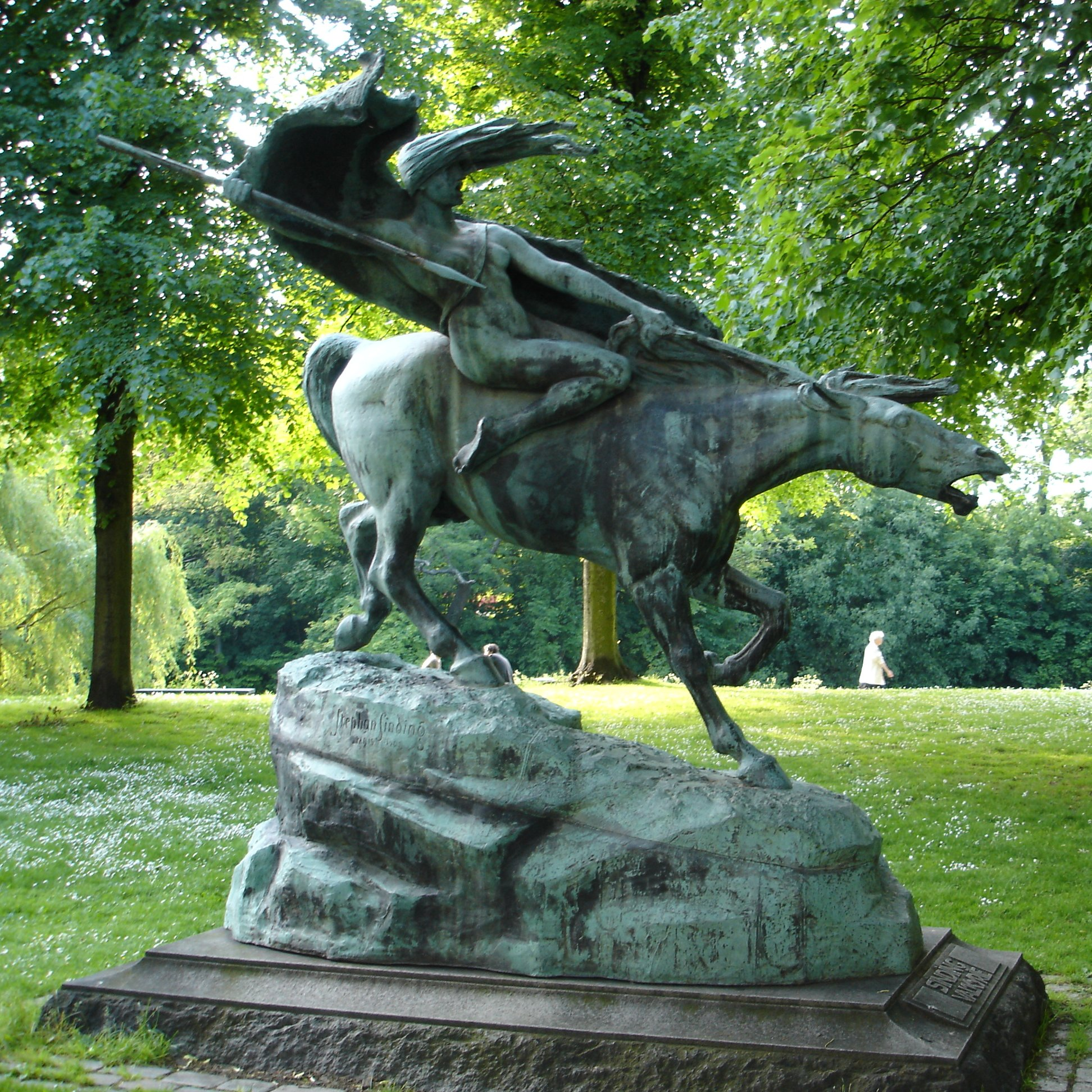
Sindings Walküre, in Kopenhagen, 1908
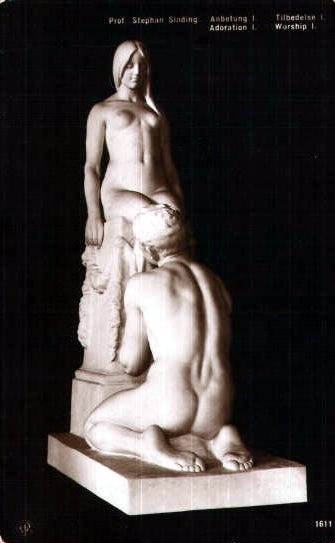
Anbetung I
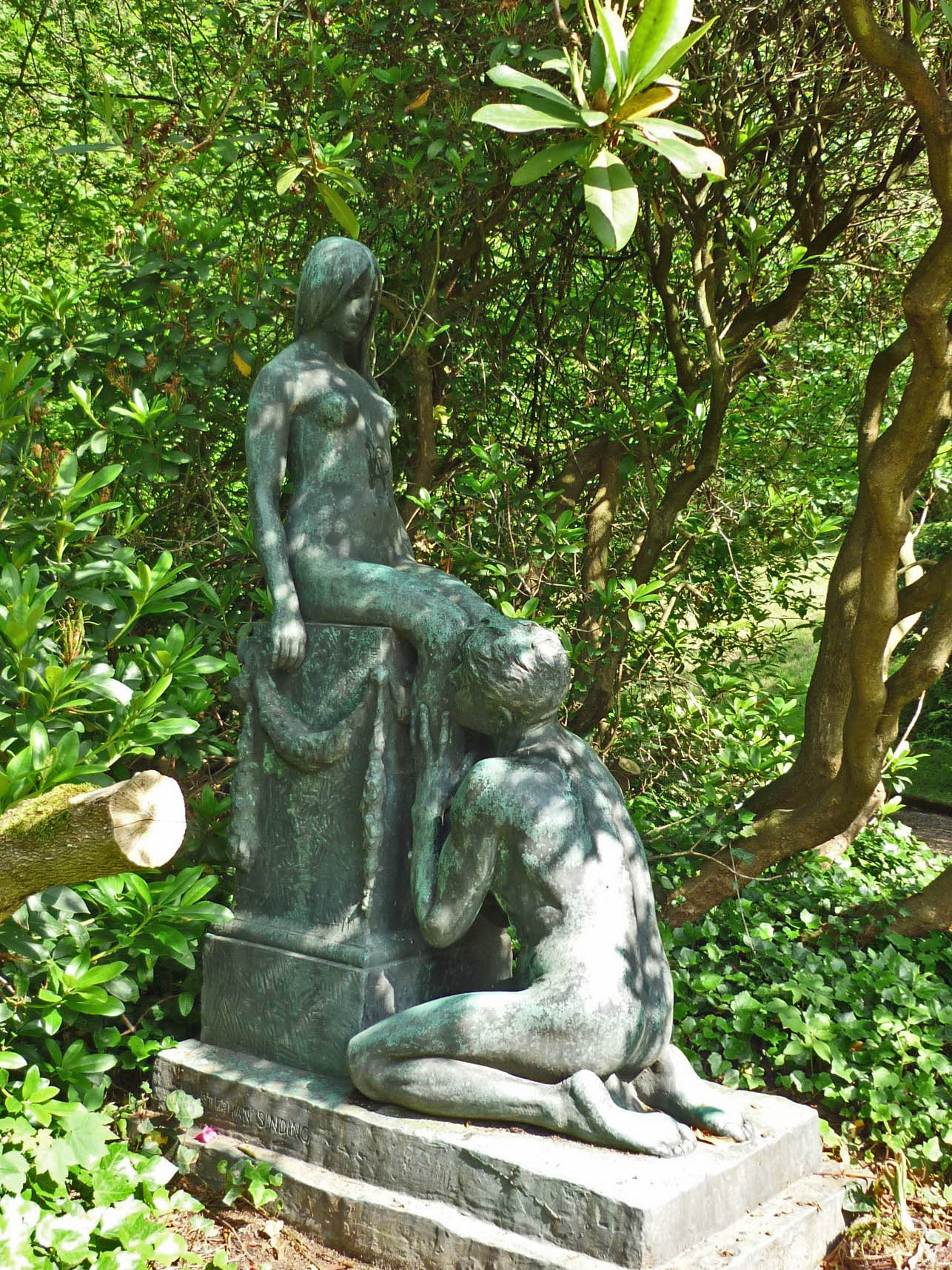
Anbetung, um 1900 (Schlosspark Thürmsdorf Sächsische Schweiz)
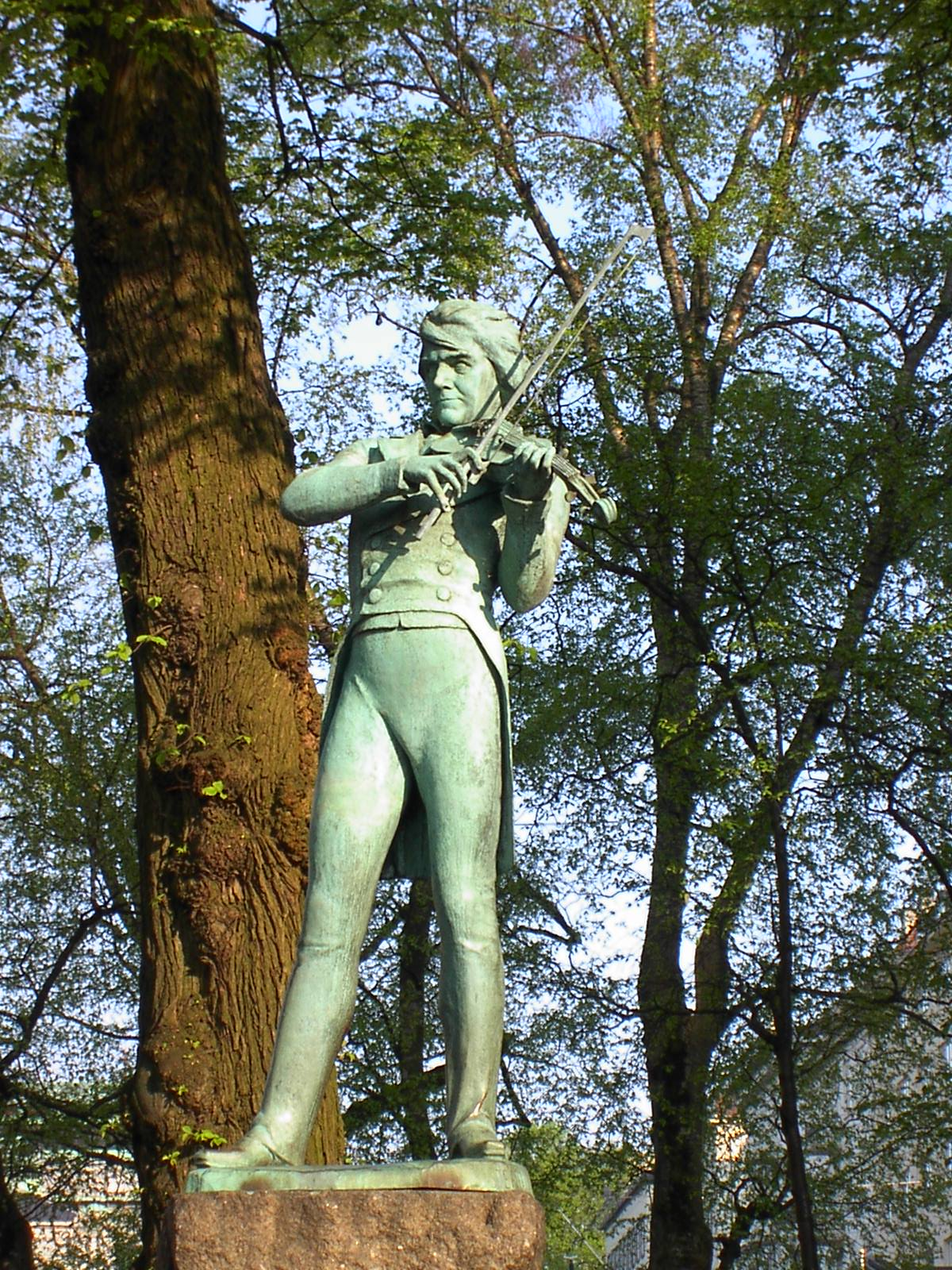
Ole Bull in Bergen, Norwegen
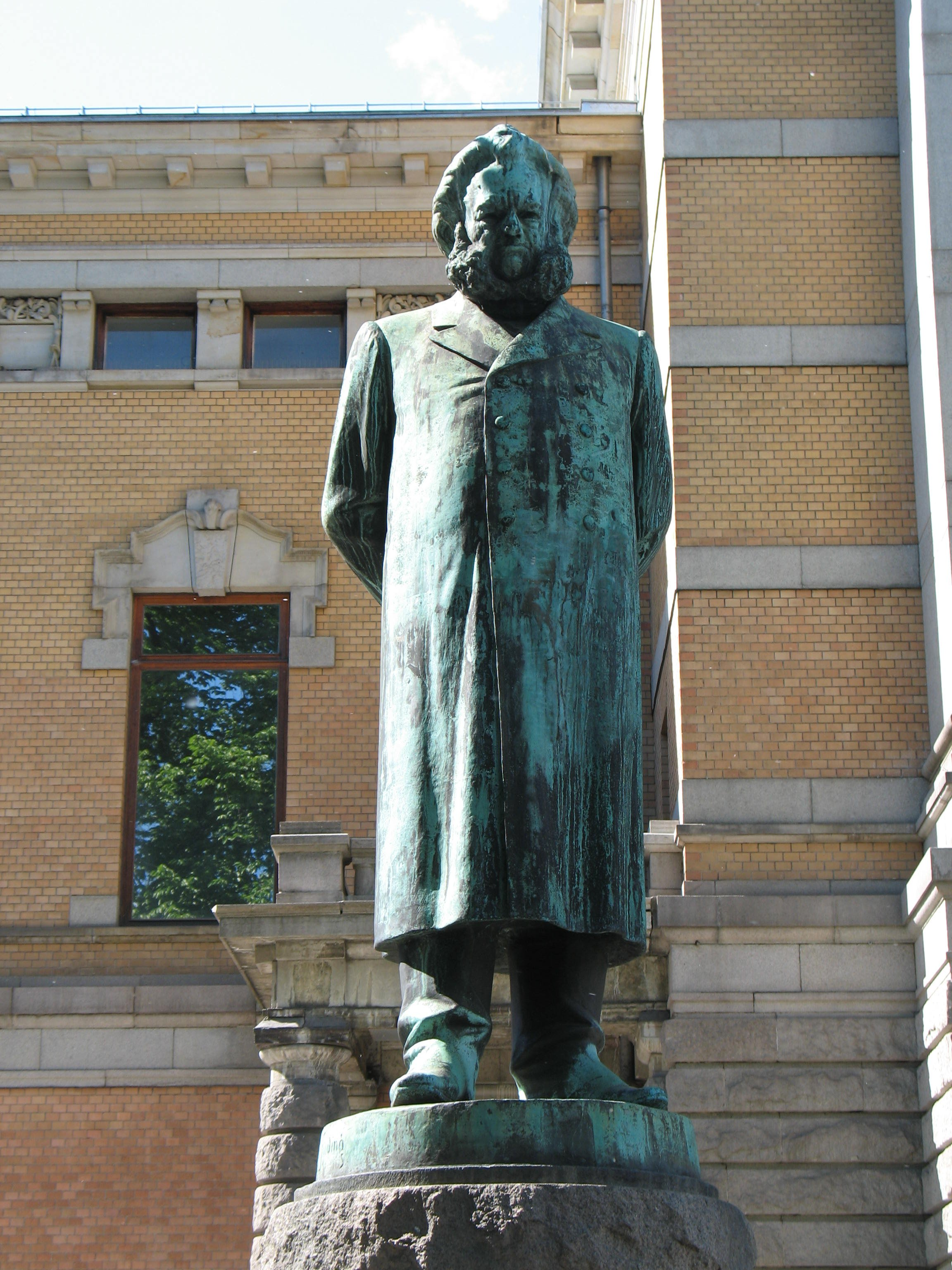
Henrik Ibsen, vor dem Nationaltheater in Oslo
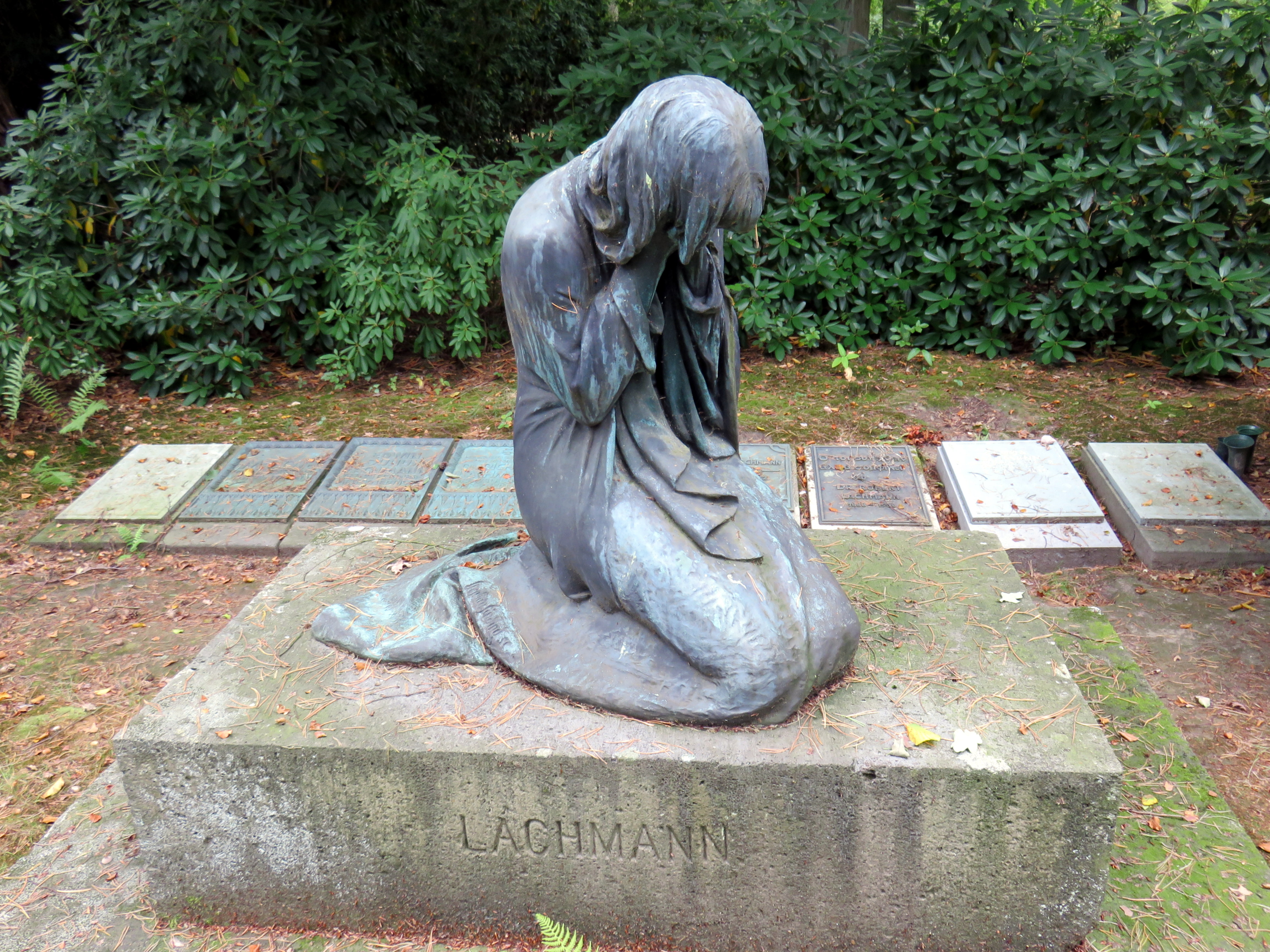
Grab Lachmann, Hamburg-Ohlsdorf